# 32e cérémonie des Goyas
La 32e cérémonie des Goyas (ou Premios Goya), organisée par l'Academia de las artes y las ciencias cinematográficas de España, a eu lieu le 3 février 2018 au palais municipal des congrès de Madrid et a récompensé les films sortis en 2017.

## Palmarès

### Meilleur film
- The Bookshop (La librería)
- El autor
- Été 93 (Verano 1993/Estiu 1993)
- Handia
- Verónica

### Meilleur réalisateur
- Isabel Coixet pour The Bookshop (La librería)
- Manuel Martín Cuenca pour El autor
- Aitor Arregi et Jon Garaño pour Handia
- Paco Plaza pour Verónica

### Meilleur acteur
- Javier Gutiérrez Álvarez pour El autor
- Antonio de la Torre pour Abracadabra
- Javier Bardem pour Loving Pablo
- Andrés Gertrúdix pour Morir

### Meilleure actrice
- Nathalie Poza pour No sé decir adiós
- Maribel Verdú pour Abracadabra
- Penélope Cruz pour Loving Pablo
- Emily Mortimer pour The Bookshop (La librería)

### Meilleur acteur dans un second rôle
- David Verdaguer pour Été 93
- Antonio de la Torre pour El autor
- José Mota pour Abracadabra
- Bill Nighy pour The Bookshop (La librería)

### Meilleure actrice dans un second rôle
- Adelfa Calvo pour El autor
- Anna Castillo pour La llamada
- Belén Cuesta pour La llamada
- Lola Dueñas pour No sé decir adiós

### Meilleur espoir masculin
- Eneko Sagardoy pour Handia

### Meilleur espoir féminin
- Bruna Cusí pour Été 93

### Meilleur scénario original
- Handia

### Meilleur scénario adapté
- The Bookshop

### Meilleur nouveau réalisateur
- Carla Simón pour Été 93

### Meilleure direction artistique
- Mikel Serrano pour Handia

### Meilleurs costumes
- Saioa Lara pour Handia

### Meilleurs maquillages et coiffures
- Ainhoa Eskisabel, Olga Cruz y Gorka Aguirre pour Handia

### Meilleure photographie
- Javier Aguirre Erauso pour Handia

### Meilleur montage
- Laurent Dufreche y Raúl López pour Handia

### Meilleur son
- Iván Marín, Tomás Erice y Gabriel Gutiérrez pour Verónica

### Meilleurs effets visuels
- Ander Sistiaga pour Handia

### Meilleure direction de production
- Ander Sistiaga pour Handia

### Meilleure chanson originale
- La llamada de Leiva

### Meilleure musique originale
- Pascal Gaigne pour Handia

### Meilleur film européen
- The Square de Ruben Östlund  Suède

### Meilleur film étranger en langue espagnole
- Une femme fantastique (Una mujer fantástica) de Sebastián Lelio  Chili

### Meilleur film d'animation
- Tadeo Jones 2: El secreto del rey Midas d'Enrique Gato et David Alonso

### Meilleur film documentaire
- Muchos hijos, un mono y un castillo

### Meilleur court métrage de fiction
- Madre

### Meilleur court métrage d'animation
- Woody and Woody

### Meilleur court métrage documentaire
- Los desheredados

### Prix Goya d'honneur
- Marisa Paredes